# Санта-Комба-де-Віларіса
Санта-Комба-де-Віларіса (порт. Santa Comba de Vilariça; МФА: [ˈsɐ̃.tɐ ˈkõ.bɐ dɨ vi.ɫɐ.ˈɾi.sɐ]) — парафія в Португалії, у муніципалітеті Віла-Флор. Розташована в північно-східній частині країни, на теренах історичної португальської провінції Трансмонтана. Входить до складу округу Браганса. За адміністративним поділом, чинним до 1976 року, терени парафії були складовою провінції Трансмонтана і Верхнє Дору. Належить до Брагансько-Мірандської діоцезії Католицької церкви. Патрон — святий Петро. Площа — 12,1861 км². Населення — 407 ос. (2011). Слабо урбанізований регіон. Густота населення — 33,4 осіб/км²
. Код — 041012.

## Населення
| Кількість мешканців | Кількість мешканців | Кількість мешканців | Кількість мешканців | Кількість мешканців | Кількість мешканців | Кількість мешканців | Кількість мешканців | Кількість мешканців | Кількість мешканців | Кількість мешканців | Кількість мешканців | Кількість мешканців | Кількість мешканців | Кількість мешканців |
| ------------------- | ------------------- | ------------------- | ------------------- | ------------------- | ------------------- | ------------------- | ------------------- | ------------------- | ------------------- | ------------------- | ------------------- | ------------------- | ------------------- | ------------------- |
| 1864                | 1878                | 1890                | 1900                | 1911                | 1920                | 1930                | 1940                | 1950                | 1960                | 1970                | 1981                | 1991                | 2001                | 2011                |
| 436                 | 533                 | 553                 | 587                 | 638                 | 469                 | 578                 | 695                 | 727                 | 741                 | 462                 | 550                 | 535                 | 473                 | 407                 |